# Инвернес (Монтана)
Инвернес (енгл. Inverness) насељено је место без административног статуса у америчкој савезној држави Монтана.

## Демографија
По попису из 2010. године број становника је 55, што је 48 (-46,6%) становника мање него 2000. године.
| Група             | 2000.       | 2010.       |
| Белци             | 102 (99,0%) | 55 (100,0%) |
| Афроамериканци    | 0 (0,0%)    | 0 (0,0%)    |
| Азијати           | 0 (0,0%)    | 0 (0,0%)    |
| Хиспаноамериканци | 0 (0,0%)    | 0 (0,0%)    |
| Укупно            | 103         | 55          |